# كأس أندورا 2008
كأس أندورا 2008 (بالكتالونية: Copa Constitució 2008)‏ هو الموسم 16 من كأس أندورا. أقيم خلال الفترة 17 يناير 2008 وحتى 24 مايو 2008، وأشرف على تنظيمه اتحاد أندورا لكرة القدم، وفاز فيه سانت جوليا.